# 筒井俊作
筒井 俊作（つつい しゅんさく、1982年11月3日 - ）は、日本の舞台俳優、声優。演劇集団キャラメルボックス、アトミックモンキー所属。東京都出身。身長171cm。血液型はB型。
淑徳巣鴨高校卒業後、京ミュージック＆メディアアーツ尚美を中退した後に2002年演劇集団キャラメルボックスに入団。
同期は石原善暢・実川貴美子。

## 出演

### 映画
- パッチギ! LOVE&PEACE

### TV
- CaramelboxTV - メイン司会
- てるてるあした
- ロンドンハーツ
- めちゃ×2イケてるッ!
- 四つ葉神社ウラ稼業 失恋保険〜告らせ屋〜(2011年) - 同劇団員左東広之と出演

### ラジオ
- マイ・ストーリー
- River Side Cafe#5(2013年、TFM系) - 一之瀬順也役

### CM
- ガツン、とミカン(赤城乳業)

### オーディオドラマ
- もぐらたちのブルース(NHK FMシアター)[2]

### PV
- 図書館戦争 - 店長役
- 『Dream to Reality』J to S

### 舞台

#### 演劇集団キャラメルボックス
太字は主演・メインキャスト
- 『裏切り御免!』(2002年、三吉) - 佐藤仁志とダブルキャスト
- 『彗星はいつも一人』(2003年、騎一郎) - 石原善暢とダブルキャスト
- 『スキップ』（2004年、香川・一年生） - 左東広之とダブルキャスト
- 『TRUTH』（2005年、虎太郎/2014年、山岡・月真）
- 『スケッチブック・ボイジャー』(2005年、マサムネ) - 多田直人とダブルキャスト
- 『トリツカレ男』(2007年・2012年、セルジオ)
- 『きみがいた時間ぼくのいく時間』(2008年・2016年、広川圭一郎)
- 『君の心臓の鼓動が聞こえる場所』(2008年)
- 『容疑者Xの献身』(2009年・2012年、岸谷由紀夫)
- 『さよならノーチラス号』(2009年、博)
- 『また逢おうと竜馬は言った』(2010年、時田)
- 『夏への扉』(2011年・2018年、ピート)
- 『銀河旋律』(2011年、ヤマノウエ) - 石原善暢・小多田直樹とトリプルキャスト
- 『飛ぶ教室』(2011年、マチアス)
- 『広くてすてきな宇宙じゃないか』(2012年、オオクボ) - 石原善暢・小多田直樹とトリプルキャスト
- 『隠し剣鬼ノ爪』(2013年、高畠)
- 『盲目剣谺返し』(2013年、山崎兵太)
- 『ナミヤ雑貨店の奇蹟』(2013年、伊勢崎幸平)
- 『ジャングル・ジャンクション』(2013年、クドウ) - 男組キャスト
- 『ずっと二人で歩いてきた~もうひとつの雨のものがたり~』(2013年、北斗)
- 『ケンジ先生』(2013年、コウタロウ) - 山猫キャスト
- 『あなたがここにいればよかったのに』(2014年、天野大志)
- 『太陽の棘　彼はなぜ彼女を残して旅立ったのだろう』(2014年、水田康介)
- 『カレッジ・オブ・ザ・ウィンド』(2015年、蒲原刑事)
- 『フォーゲット・ミー・ノット』(2016年、春山恵太)
- 『無伴奏ソナタ』(2018年、ビリー・ブライアン)
- 『ナツヤスミ語辞典』(2019年、駅長)-日替わりキャスト
- 『サンタクロースが歌ってくれた』(2021年、監督)
- 『ミス・ダンデライオン』(2022年、古谷・吉本)-菅野良一とクロスキャスト
- 『ナナメウシロのカムパネルラ』（2025年）[4]

#### 客演
- 『おれたちともだち』(2012年、絵本演劇ユニットBOOWHOWOOL)
- 『おれたちともだち その2』(2013年、絵本演劇ユニットBOOWHOWOOL)
- 多田直人案第2回発表会『ごー+(ぷらす)』(2013年)
- ショーシャンクの空に(2013年、ハドリー刑務主任)
- 『おい、キミ失格！』(2014年、ブルドッキングヘッドロック)
- 『駆けぬける風のように』(2014年、Dステ) - 安芸岳次郎
- 『penalty killing』(2015年、風琴工房)
- 『やってみるのだ！』(2015年、ちび太ン家presents)
- 『トンマッコルへようこそ』(2016年、ナッポスユナイテッド） - ヨンヒ役
- 『またまたやってみるのだ！』(2016年、ちび太ン家presents)
- 『penalty killing remixver.』(2017年、風琴工房)
- 『15 Minutes Made Anniversary』(2017年)
- 『ぐりっぐるっぐらっ』(2017年、BOOWHOWOOL) - 日替わりゲスト
- 『ケンジ先生』(2017年)
- 『もっともやってみるのだ！』(2017年、ちび太ン家presents)
- 『おおきく振りかぶって』(2018年) - 志賀剛司(顧問)役
- 『仮面山荘殺人事件』（2019年）
- 『おおきく振りかぶって / おおきく振りかぶって秋の大会編」ダブルヘッダー特別公演（2020年） - 志賀剛司(顧問)役
- 『成井豊と梅棒のマリアージュ』(2020年)
- 『容疑者Xの献身』(2021年) - 石神哲也
- 『7本指のピアニスト～泥棒とのエピソード～』（2022年） - 泥棒 役[5]
- 『クリス、いってきマス!!!』（2024年）[6]
- 『祈りの幕が下りる時』（2025年）[7]